# 조르조 모로더
조반니 조르조 모로데르(이탈리아어: Giovanni Giorgio Moroder, Commendatore OMRI, 1940년 4월 26일 ~ )는 이탈리아의 작곡가, 음반 제작자이다.
1970년대와 80년대에 신시사이저를 통한 혁신적인 연주로 전자 음악, 뉴 웨이브, 하우스, 테크노 음악 등에 큰 영향을 주었다. 특히 디스코의 시대에 도나 서머와의 작품으로 알려졌다.
또한 독일 뮌헨에 소재한 뮤직랜드 스튜디오(Musicland Studios)의 설립자로, 이곳에서 일렉트릭 라이트 오케스트라, 레드 제플린, 퀸, 엘턴 존 등 1980년대와 90년대의 많은 가수들이 녹음하였다.
대한민국에는 1988년 서울 올림픽의 주제곡인 〈손에 손 잡고(Hand in Hand)〉의 작곡가로 잘 알려져 있다.

## 경력
조반니 조르조 모로데르는 1940년 4월 26일 이탈리아 왕국 볼차노도 우르티제이에서 태어났다. 집에선 이탈리아어, 독일어, 라딘어를 섞어 썼고, 어머니는 그를 본명의 독일어식인 한쇠르크 모로더(Hansjörg Moroder)라고 부르곤 했다. 15살 때부터 기타를 독학했고, 19살 때인 1959년부터 1966년까지 여러 음악 단체에 들어가  런던 서보이 호텔 등 유럽 각지에서 공연하였으며, 이중에는 더 해피 트리오도 포함되어있다.
작사가 겸 프로듀서 피트 벌로티와의 합작으로 여러 유행곡을 발표하였다. 이중에는 1972년에 발표한 〈Son Of My Father〉, 1977년 앨범 《From Here to Eternity》의 곡들, 그리고 1978년 영화 《미드나잇 익스프레스》의 테마곡 등이 포함된다. 1979년에는 앨범 《E=MC2》을 발표하였고, 1977에서 1979년 사이에 뮤닉 머신(Munich Machine)이란 이름으로 앨범 세 장을 발표하기도 하였다.
《미드나잇 익스프레스》의 영화 음악 작곡으로 1978년 아카데미 음악상을 받았고, 이후에도 1984년 영화 《플래시댄스》의 삽입곡 〈Flashdance... What a Feeling〉으로 아카데미 주제가상을 받았다. 또한 1987년 영화 《탑건》의 삽입곡 〈Take My Breath Away〉로도 아카데미 주제가상 수상자로 선정되어, 오스카 트로피를 총 세 번 안는 영광을 누렸다.
1985년에는 밴드 휴먼 리그의 필립 오키와 합작으로 앨범 《Philip Oakey & Giorgio Moroder》를 발표하였고, 수록곡 중 영화 주제곡으로 쓰인 〈Together in Electric Dreams〉는 영국 싱글 차트에 올랐다.
1990년 FIFA 월드컵 주제가인 Un'estate italiana (To Be Number One)을 작곡하였다.
프랑스의 일렉트로닉 듀오 다프트 펑크의 2013년 앨범 《Random Access Memories》의 수록곡 〈Giorgio By Moroder〉에 내레이션으로 참여하기도 했다.

## 음반 목록

### 정규 음반
| 연도 | 제목                                                |
| ---- | --------------------------------------------------- |
| 1969 | That's Bubblegum - That's Giorgio                   |
| 1970 | Giorgio                                             |
| 1972 | Son of My Father                                    |
| 1973 | Giorgio's Music                                     |
| 1973 | Spinach 1                                           |
| 1975 | Einzelgänger                                        |
| 1976 | Knights in White Satin                              |
| 1977 | From Here to Eternity                               |
| 1977 | Munich Machine (뮤닉 머신)                          |
| 1978 | Love's in You, Love's in Me (크리스 베넷 공동 음반) |
| 1978 | A White Shade of Pale (뮤닉 머신)                   |
| 1979 | Body Shine (뮤닉 머신)                              |
| 1979 | E=MC²                                               |
| 1983 | Solitary Men                                        |
| 1985 | Innovisions                                         |
| 1985 | Philip Oakey & Giorgio Moroder                      |
| 1990 | To Be Number One (조르조 모로데르 프로젝트)         |
| 1992 | Forever Dancing                                     |
| 2015 | Déjà Vu                                             |

### 사운드트랙
1984년에 유명한 무성 영화 《메트로폴리스》(1927)를 복원하여 1980년대 음악을 곁들였다. 영화 중간에 등장하는 문자는 자막으로 대체하였다.
| 연도 | 제목                |
| ---- | ------------------- |
| 1978 | 미드나잇 익스프레스 |
| 1978 | 배틀스타 갈락티카   |
| 1980 | 아메리칸 지골로     |
| 1980 | 뉴욕 야사           |
| 1982 | 캣 피플             |
| 1983 | 플래시댄스          |
| 1983 | 스카페이스          |
| 1983 | D.C. Cab            |
| 1984 | 네버엔딩 스토리     |
| 1984 | 메트로폴리스        |
| 1987 | 오버 더 톱          |
| 1988 | Mamba               |
| 1990 | 네버엔딩 스토리 2   |

## 서훈
- 2005년 이탈리아 공화국 공로장 콤멘다토레(Commendatore OMRI)[10]

## 같이 보기
- 대중음악의 별명 목록